# Ostertagia kolchida
Ostertagia kolchida är en rundmaskart som beskrevs av Galina Mikailovna Popova 1937. Ostertagia kolchida ingår i släktet Ostertagia, och familjen Trichostrongylidae. Inga underarter finns listade.